# 曲率
曲率（きょくりつ、英: curvature）とは、曲線や曲面の曲がり具合を表す量である。
例えば、半径 r の円周の曲率は 1/r であり、曲がり具合がきついほど曲率は大きくなる。この概念はより抽象的な図形である多様体においても用いられる。曲面上の曲線の曲率を最初に研究したのは、ホイヘンスとされ、ニュートンの貢献もさることながら、オイラーは曲率の研究に本格的に取り組んだ。その他モンジュ、ベルヌーイ、ムーニエなども研究した。

## 曲線の曲率

### 定義
ある任意の曲線において、線上の点 P0 を基点とし、そこから曲線上の任意点 P（位置ベクトル rP で表されるとする）までの距離を s とする。（この場合の s は一般座標上の距離か曲線上の長さのいずれでもよい。）
このとき点 P の位置は、
{\displaystyle \mathbf {r} _{P}=\mathbf {r} (s)}
のように、変数 s の関数として表すことができる。（以下、特に断らない限り rP = r とする。）
このとき、点 P で接する方向の単位ベクトル（これを tP とする）は、
{\displaystyle \mathbf {t} _{P}=\mathbf {t} (s)=\lim _{\Delta s\to 0}{\mathbf {r} (s+\Delta s)-\mathbf {r} (s) \over {\Delta s}}={d\mathbf {r}  \over {ds}}}
となる。（位置ベクトルの変位分 Δr が十分小さいとき、|Δr| = Δs であるから、これは単位ベクトルである。）
同様に、{\displaystyle \mathbf {r} _{Q}=\mathbf {r} (s+\Delta s)} と表される点 Q を考えるとき、点 Q 上の単位接線ベクトル tQ は、
{\displaystyle \mathbf {t} _{Q}=\mathbf {t} (s+\Delta s)}
であり、二つの単位接線ベクトル tP 、tQ のなす角度を Δθ とすると、
{\displaystyle {\left|\mathbf {t} _{Q}-\mathbf {t} _{P}\right| \over 2}=\sin {\Delta \theta  \over 2}}
である。
Δθが十分小さい、すなわち Δs が十分小さいとき、
{\displaystyle \Delta \theta =\sin \Delta \theta =\left|\mathbf {t} _{Q}-\mathbf {t} _{P}\right|}
と見做せる。
従って、接線傾斜 Δθ の変動率である χ を以下のように定義できる。
{\displaystyle \chi (s)={d\mathbf {\theta }  \over {ds}}=\lim _{\Delta s\to 0}{\Delta \theta  \over {\Delta s}}=\lim _{\Delta s\to 0}\left|{\mathbf {t} (s+\Delta s)-\mathbf {t} (s) \over {\Delta s}}\right|=\left|{d\mathbf {t}  \over {ds}}\right|=\left|{d^{2}\mathbf {r}  \over {ds}^{2}}\right|={1 \over R(s)}}
一般に χ を曲率、χ の逆数 R を曲率半径と言う。
また、特に曲線が高次のとき、Δs → 0 の極限で二つの接線によって決まる平面を、点 P における接触平面と言う。

### 性質
更に、t を s で微分すると、
{\displaystyle {d\mathbf {t}  \over {ds}}={d^{2}\mathbf {r}  \over {ds^{2}}}=\mathbf {n} {d\theta  \over {ds}}={\mathbf {n}  \over R}}
が得られる。ここで n が主法線方向の単位ベクトルであり、主法線と接線は直交している。これは d r/ds が単位ベクトルのため、
{\displaystyle \left({d\mathbf {r}  \over {ds}}\right)^{2}=\left|{d\mathbf {r}  \over {ds}}\right|^{2}=1}
となり、これを s について微分すると、
{\displaystyle {d \over {ds}}\left({d\mathbf {r}  \over {ds}}\right)^{2}={d^{2}\mathbf {r}  \over {ds^{2}}}\cdot {d\mathbf {r}  \over {ds}}+{d\mathbf {r}  \over {ds}}\cdot {d^{2}\mathbf {r}  \over {ds^{2}}}={\mathbf {n}  \over R}\cdot \mathbf {t} +\mathbf {t} \cdot {\mathbf {n}  \over R}=0}
となるためである（ベクトル同士の内積がゼロとなるので、当該ベクトル同士は直交している）。
ベクトル t と n の外積、
{\displaystyle \mathbf {t} \times \mathbf {n} =\mathbf {b} }
で得られるベクトル b が陪法線方向の単位ベクトルとなる。陪法線は接触平面に対する法線となっている。